# Bimota BB1
La Bimota BB1 es una motocicleta deportiva creada por la compañía italiana Bimota, empleando el motor Rotax de las BMW F650.

## Características
La BB1 es una motocicleta con un chasis multitubular de sección oval realizado en aluminio, equipada con un motor monocilíndrico de cuatro tiempos, con refrigeración líquida. El motor se trata del empleado en la serie BMW F650, pero no es de origen BMW, sino que el fabricante era la empresa austríaca Rotax. Se trata del segundo modelo monocilíndrico creado por Bimota, tras la Bimota GB1, proyecto que no alcanzó la producción en serie.
La parte ciclo de la BB1 le permite un muy buen desempeño, a lo que contribuye detalles como contar con el depósito de combustible bajo el motor, lo que mantiene el centro de gravedad de la motocicleta muy bajo, facilitando por tanto los cambios de dirección. Sin embargo, el motor monocilíndrico, pese a contar con suficiente par motor a bajo y medio régimen, adolece de escasa potencia máxima y unas vibraciones excesivas.
El modelo fue comercializado en 1995 en versión monoplaza, apareciendo al año siguiente el modelo Biposto, que admitía pasajero. La producción de ambos modelos finalizó en 1999.